# راچیبوش
راچیبوش (لهستانی: Racibórz؛ ‏[raˈt͡ɕibuʂ]) شهری است در جنوب لهستان هم‌جوار مرز جمهوری چک که قدمت آن هشت‌صد سال می‌باشد. مساحت شهر ۷۴٫۹۶ کیلومترمربع است. طبق سرشماری سال ۲۰۰۶ جمعیت این شهر ۵۷٫۳۵۲ نفر است. این شهر مرکز استان راسیبورز است.